# Banteln
Banteln è una frazione del comune tedesco di Gronau (Leine), in Bassa Sassonia.
Banteln costituì un comune autonomo fino al 1º novembre 2016.